# Atlas Eclipticalis
Atlas Eclipticalis je soubor 32 hvězdných map oblasti oblohy mezi deklinací od -30° do +30°, určených především k zvláštním účelům, například na fotometrii a astrometrii. Sestavil ho v roce 1958 Antonín Bečvář v měřítku 1° = 2 cm. Výběr hvězd v atlasu není omezený jasnosti, ale znalostí jejich přesné polohy a vlastního pohybu. Hvězdy jsou zobrazené v šestibarevném tisku podle šesti základních spektrálních typů.
Atlas Eclipticalis doplňuje Atlas Australis a Atlas Borealis od stejného autora.